# Aeródromo El Avellano
El Aeródromo El Avellano (OACI: SCEV), es un terminal aéreo ubicado junto a la localidad de Frutillar, Provincia de Llanquihue, Región de Los Lagos, Chile. Es de propiedad privada.